# Happy Songs for Happy People
Happy Songs for Happy People è il quarto album in studio dei Mogwai, pubblicato il 17 giugno del 2003. Il titolo originale era Bag of agony.
A cantare i pochi brani non strumentali non è, come di solito avviene, Stuart Braithwaite bensì Barry Burns (Hunted by a Freak e Killing All the Flies) e John Cummings (Boring Machines Disturbs Sleep). La voce del primo è modificata col vocoder.
Il cd contiene anche una versione demo del programma Cubase e le singole tracce di ogni strumento di Hunted by a Freak per remixare e ricostruire la canzone.
La canzone di apertura del disco, Hunted by a Freak, è contenuta nella colonna sonora del film belga Ex Drummer di Koen Mortier.
Mentre invece la canzone Kids Will Be Skeletons la si trova in una scena del videogioco Life Is Strange sviluppato da Dontnod Entertainment e pubblicato da Square Enix.

## Tracce
1. Hunted by a Freak – 4:18 (Barry Burns)
2. Moses? I Amn't – 2:59 (Barry Burns)
3. Kids Will Be Skeletons – 5:29 (Stuart Braithwaite)
4. Killing All the Flies – 4:35 (Stuart Braithwaite)
5. Boring Machines Disturbs Sleep – 3:05 (John Cummings)
6. Ratts of the Capital – 8:27 (Barry Burns)
7. Golden Porsche – 2:49 (Stuart Braithwaite)
8. I Know You Are But What Am I? – 5:17 (Barry Burns)
9. Stop Coming to My House – 4:53 (Barry Burns)
10. Sad DC - 4:34 (Bonus Track nell'edizione giapponese)[2]

## Formazione

### Gruppo
- Stuart Braithwaite
- Dominic Aitchison
- Martin Bulloch
- John Cummings
- Barry Burns

### Altri musicisti
- Caroline Barber - violoncello in Hunted by a Freak, Moses? I Amn't e Golden Porsche
- Scott Dickinson - viola in Killing All the Flies
- Donald Gillian - violoncello in Killing All the Flies
- Grew Lawson - violino in Killing All the Flies
- Luke Sutherland - violino in Killing All the Flies e Stop Coming to My House, chitarra in Ratts of the Capital.